# Пан Володийовський (фільм)
«Пан Володийо́вський» (пол. Pan Wołodyjowski) — польський історичний фільм режисера Є. Гофмана випущений 1968 року. В основу фільму лягла остання частина трилогії («Вогнем і мечем», «Потоп», «Пан Володийовський»). Зображення: кольорове, анаморфне (широкоекранне 1:2,35.). Фільм було дубльовано російською мовою і випущено в радянський прокат в дещо скороченому вигляді. Причому 80 % тиражу в СРСР було в чорно-білому зображенні, через дефіцит кольорової плівки в 1970-і роки.
Паралельно, майже з тими ж акторам цей фільм екранізували на польському телебаченні у вигляді серіалу під назвою Пригоди пана Міхала (пол. Przygody pana Michała) з класичним кадром і в чорно-білому зображенні.

## Сюжет
Фільм розповідає про долю Міхала Володийовського, який після смерті нареченої хотів покинути військову службу і стати монахом. Але від цієї задумки його відмовив його давній приятель, Ян Заглоба. Незабаром заручився з Кристиною Дрогойовською, однак, коли дізнався, що наречена кохає його приятеля Кетлінга, одружився з Басею Єзьорковською. Через декілька років Володийовский виїжджає разом з дружиною на східні межі Речі Посполитої, щоб захистити її від навали турків. У воєнному форпості Хрептові (нині село Хрептіїв Новоушицького району Хмельницької області), де відбувається багато драматичних подій; виявляється, що один з його людей є замаскованим сином Тугай-бея Азією, який теж покохав Басю і хотів її викрасти, але йому не вдалося. Два тижні тривала облога. Володийовський героїчно гине при обороні Кам'янця. Його приятель Кетлінг, який присягнув не здаватися ворогові, висаджує кам'янецьку фортецю.

## Актори
- Тадеуш Ломницький — Міхал Володийовський
- Магдалена Завадська — Барбара Єзьорковська (пізніше Володийовська)
- Даніель Ольбрихський — Азія, син Тугай-бея.
- Мечислав Павліковський — Ян Заглоба
- Ян Новицький — Кетлінг
- Барбара Брильська — Кристина Дрогойовська

## Цікавинки
- Фільм завершує кінотрилогію Єжи Гофмана (по книгам Г. Сенкевича), але він був знятий раніше інших.